# 日本・ASEAN包括的経済連携協定
日本・ASEAN包括的経済連携協定（にほん・アセアンほうかつてきけいざいれんけいきょうてい、英語: Agreement on Comprehensive Economic Partnership among Japan and Member States of the Association of Southeast Asian Nations）とは、2008年に日本と東南アジア諸国連合（ASEAN）の構成国との間で締結された経済連携協定である。日本法においては国会承認を経た「条約」であり、日本政府による日本語の正式な題名・法令番号は「包括的な経済上の連携に関する日本国及び東南アジア諸国連合構成国の間の協定」（平成20年条約第12号）である。日本では2008年12月1日から発効した。
日本の経済産業省では、本協定が日本にもたらす効果として、GDPの約1.1兆-2兆円程度の増加、約15万-約26万人程度の雇用機会の創出を予測している。

## 概要
日本は2002年の「日本・シンガポール新時代経済連携協定」以降、様々な国と順次、経済連携協定（EPA）を締結してきたが、それらはすべて二国間協定であり、本協定は初の諸国連合との経済連携協定である。
アジアは欧州と違って、キリスト教などの宗教を土台にした文化などを共有しておらず、政治体制も様々なものが併存している。このため、ASEAN加盟国間でも、相互に内政不干渉の原則を徹底する様相が強く、EUのように、政治・経済・軍事・外交を包括した強力な連合体を作ることが難しいとされる。本協定は、そのアジア地域を統合する手始めとして、経済を中心とした緩やかな統合（東アジアEPA）の基礎となる協定である。

## 協定の内容
この経済連携協定は、ASEAN諸国との経済的関係を強化するために締結された。協定の内容は以下の通り。協力に向けて合意がなされたものと、引き続き協議を継続する旨を合意した条項がある。
協力することを規定した分野
- 物品貿易の自由化・円滑化
- 知的財産分野での協力
- 農林水産分野での協力

今後、継続して協議することを協定した分野
- サービス貿易の自由化
- 投資の自由化・保護

## 署名・発効までの経緯
2002年1月14日の小泉首相のASEAN諸国訪問における政策演説において、「日・ASEAN包括的経済連携構想」を提案。
2002年11月5日のカンボジアのプノンペンにおける日・ASEAN首脳会議において、日・ASEAN包括的経済連携構想に関する首脳達の共同宣言が署名され、「日本とASEAN全体との間の包括的経済連携実現のための枠組みを検討する一方で、すべてのASEAN加盟国と日本が二国間の経済連携を確立するための作業を始めることが出来る」とされた。
2005年4月13日から15日までの日程で東京において、日本・ASEAN経済連携協定（EPA）交渉の第1回会合が開催され、日本とASEANとのEPA交渉が開始された。
2005年8月27日、タイのバンコクにおいて、日本・ASEAN経済連携協定（EPA）交渉の第2回会合が開催された。
2006年4月10日及び11日の日程で東京において、日本・ASEAN経済連携協定（EPA）交渉の第3回会合が開催された。
2006年6月27日から29日までの日程でインドネシアのジャカルタにおいて、日本・ASEAN経済連携協定（EPA）交渉の第4回会合が開催された。
2006年7月31日]及び8月1日の日程でインドネシアのジャカルタにおいて、日本・ASEAN経済連携協定（EPA）交渉の第5回会合が開催された。
2007年2月26日及び27日の日程でフィリピン・ボラカイ島において、日本・ASEAN経済連携協定（EPA）交渉の第6回会合が開催された。
2007年4月16日及び17日の日程で東京において、日本・ASEAN経済連携協定（EPA）交渉の第7回会合が開催された。
2007年6月14日から16日までの日程でフィリピンのマニラにおいて、日本・ASEAN経済連携協定（EPA）交渉の第8回会合が開催された。
2007年8月25日に開催された日ASEAN経済大臣会合にて大筋合意を確認。
2007年8月7日から9日までの日程でフィリピンのマニラにおいて、日本・ASEAN経済連携協定（EPA）交渉の第9回会合が開催された。
2007年10月8日から10日までの日程でフィリピンのマニラにおいて、日本・ASEAN経済連携協定（EPA）交渉の第10回会合が開催された。
2007年11月4日から6日までの日程でフィリピンのマニラにおいて、日本・ASEAN経済連携協定（EPA）交渉の第11回会合が開催され、協定の内容が実質的に確定したことを双方で確認した。
2008年3月26日（シンガポール）、同年3月28日（日本）、同年3月31日（インドネシア）、同年4月1日（ベトナム）、同年4月2日（フィリピン）、同年4月3日（ブルネイ）、同年4月4日（ラオス）、同年4月7日（カンボジア）、同年4月10日（ミャンマー）、同年4月11日（タイ）、同年4月14日（マレーシア）と順次、締結国間で正式に署名が行われた。
日本における国内手続として、2008年4月25日に、協定の締結承認案件が閣議決定され、同日衆議院へ提出された。国内法の改正については、外務省は条約の説明書において、「必要としない」としている。
衆議院において、協定の締結案件は、外務委員会に付託され、2008年5月21日に委員会で、5月22日に衆議院本会議で可決され、参議院に送られた。賛成会派は、「自由民主党; 民主党; 公明党; 国民新党」、反対会派は「日本共産党; 社会民主党・市民連合」であった。
参議院において、協定の締結案件は、委員会付託をされることなく衆議院の議決から30日が経過し2008年6月21日　憲法第61条の規定により衆議院の議決が国会の議決となった。
2008年10月、日本政府は、国内手続の終了したシンガポール、ラオス、ベトナム、ミャンマーとの間で効力発生の通告を実施。これにより、12月1日に発効することになった。それ以外のASEAN加盟国との間についても、順次発効し、2010年7月1日に最後のフィリピンについて発効し、すべての署名国について発効となった。ただし、インドネシアについては、国内の実施のための手続きが遅れ、インドネシアの財務大臣規定が2018年2月15日に公布され、2018年3月1日より施行されたことにより、2018年3月1日より、協定の運用が開始され、2018年3月1日（インドネシアの財務大臣規定施行日）より、日本とインドネシアとの間ではAJCEP協定に基づく特恵関税率（注1）が適用されることになった。実施が遅れたため、効力発生の告示も、実施後になり、2018年（平成30年）3月6日付けの告示で「平成二十二年三月一日に我が国とインドネシア共和国との間において効力を生じた。」と効力発生後から8年後の告示となった。
発効した国
- ベトナム（2008年12月1日発効）[28]
- ラオス（2008年12月1日発効）[28]
- シンガポール（2008年12月1日発効）[28]
- ミャンマー（2008年12月1日発効）[28]
- ブルネイ（2009年1月1日発効）[29]
- マレーシア（2009年2月1日発効）[30]
- タイ（2009年6月1日発効）[31]
- カンボジア（2009年12月1日発効）[32]
- インドネシア（2010年3月1日発効）[33]
- フィリピン（2010年7月1日発効）[34]

## 投資サービス交渉
協定において、継続して協議することされた投資及びサービス分野については、2010年10月に交渉が開始され、2015年11月の日・ASEAN首脳会議にてサービス交渉の終了を確認、2016年 9月の日・ASEAN首脳会議にて投資交渉の終了を確認し、実質合意がされた。その後、投資章・サービス章を組み込む改正議定書につき調整が行われ、2019年2月27日に東京で日本が、2019年3月2日（カンボジア・シェムリアップ）でベトナムを除くASEAN構成国9か国が、2019年4月24日（ベトナム・ハノイ）でベトナムが、包括的な経済上の連携に関する日本国及び東南アジア諸国連合構成国の間の協定を改正する第一議定書（英語：he First Protocol to Amend the Agreement on Comprehensive Economic Partnership among Japan and Member States of the Association of Southeast Asian Nations）に署名した。日本及び少なくともASEAN構成国1か国が必要な国内手続が完了した旨を通告後、2番目の月の初日に、通告を行った国の間で発効し、その後に手続きを完了した国については、当該完了の通告後、2番目の月の初日に発効する。
包括的な経済上の連携に関する日本国及び東南アジア諸国連合構成国の間の協定を改正する第一議定書について、外務省は、早期締結の意義を記載した資料をHPに掲載しているが、日本における国会承認については、署名が完了した2019年4月24日時点でまだ会期が2か月近くあった第198回通常国会（2019年1月28日召集、2019年6月26日終了）にも、またその後の第199回臨時国会（2019年8月1日召集、2019年8月5日終了）、第200回臨時国会（2019年10月4日召集、2019年12月9日終了）には承認案件は提出されなかった。理由については公式の説明はされていない。承認案件は結局、下記のように署名完了後10か月後に第201通常国会（2020年1月20日召集）まで持ち越しとなった。
日本における国内手続として、2020年2月28日に、協定改正議定書の締結承認案件が閣議決定され、同日衆議院へ提出された。国内法の改正については、外務省は条約の説明書において、「必要としない」としている。
衆議院において、協定改正議定書の締結承認案件は、外務委員会に付託され、2020年4月10日に委員会で、4月14日に衆議院本会議で可決され、参議院に送られた。賛成会派は、「自由民主党・無所属の会; 立憲民主・国民・社保・無所属フォーラム; 公明党; 日本維新の会・無所属の会; 希望の党」、反対会派は「日本共産党」であった。
参議院において、協定の締結案件は、外務防衛委員会に付託され、2020年5月12日に委員会で、5月13日に参議院本会議で可決され、国会の承認がされた。
国会での承認を受けて、2020年6月12日に、協定改正議定書の効力発生のための通告が閣議決定され、6月15日にASEAN構成国政府に通告がされた。
ASEAN構成国側ではタイが2009年7月5日、シンガポールが同年8月30日、ラオスが2020年4月2日、ミャンマーが同年4月10日）に、それぞれの国における国内手続の完了を通告済みであるため、改正議定書第8条の規定により、2020年8月1日から、日本とこれら4か国の間で改正議定書が発効した。また、ベトナムが、6月30日に国内手続の完了を通告したため、ベトナムについても2020年8月1日から、改正議定書が発効した。
ブルネイは、2020年8月21日に国内手続の完了を通告したため、ブルネイについては2020年10月1日から、改正議定書が発効した。
カンボジアは、2020年12月14日に国内手続の完了を通告したため、カンボジアについては2021年2月1日から、改正議定書が発効した。
フィリピンは、2021年3月12日に国内手続の完了を通告したため、フィリピンについては2021年5月1日から、改正議定書が発効した。
マレーシアは、2021年4月13日に国内手続の完了を通告したため、マレーシアについては2021年6月1日から、改正議定書が発効した。
インドネシアは、2021年12月2日に国内手続の完了を通告したため、インドネシアについては2022年2月1日から、改正議定書が発効した。
2022年2月1日にインドネシアについて効力が発生する時点で、日本及びASEANの全ての構成国について効力が発生した。